# China National Space Administration

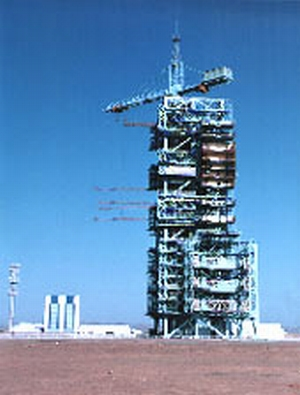
Lanceertoren in Jiuquan

De China National Space Administration (CNSA) (Nederlands: "Chinees nationaal ruimteagentschap") is de nationale ruimtevaartorganisatie van de Volksrepubliek China. Ze is verantwoordelijk voor het onderzoek, de ontwikkeling en lancering van ruimtetechnologieën. China heeft als opkomende wereldmacht grote ruimteambities en behoort al tot de weinige landen die dankzij het Shenzhouprogramma een ruimtewandeling heeft gerealiseerd. 
Tijdens de Chang'e 4 missie van CNSA in 2019 werd de allereerste landing van een ruimtevaartuig aan de achterkant van de maan uitgevoerd waarbij de Yutu-2 maanrover werd afgeleverd.
China is ook actief op de planeet Mars. In 2020 werd tijdens de Tianwen-1 missie de Zhurong Marsrover succesvol afgeleverd.

## Lanceerbasis
- Jiuquan in de Gobiwoestijn in de autonome regio Binnen-Mongolië
- Taiyuan in de regio Xinzhou in de provincie Shanxi
- Wenchang in de provincie Hainan vlak bij de gelijknamige stad
- Xichang in de provincie Sichuan vlak bij de gelijknamige stad